# ダイグロシア
ダイグロシア（英: diglossia）とは、ある社会において二つの言語変種もしくは言語が、互いに異なる機能を持って使い分けられている状態のこと。二言語使い分け、二言語変種使い分けともいう。

## 語源
ギリシア語でバイリンガルを意味する διγλωσσία のフランス語訳である diglossie を元にした造語である。バイリンガル（bilingualism）も似たような意味を持っていたが、社会言語学の専門用語として別々の意味を持つようになった。

## H変種とL変種
ダイグロシアを提唱したチャールズ・A・ファーガソンは、ダイグロシアにおいて使い分けされる二つの言語変種をH変種 (H form)、L変種 (L form) と呼び、両者の違いを次のように特徴づけた。
H変種
その言語の正式な形式であり、正書法が定まっている。学問、行政など公的な意思伝達のために用いられる。制度的な教育を通してもたらされる。
L変種
口語や方言において現れる形式であり、定まった正書法がない。家庭や友人間の私的なやりとりで用いられる。母語として獲得される。
ファーガソンはH変種とL変種の使い分けの例として、ギリシャ語のカサレヴサとデモティキ、アラビア語のフスハーとアーンミーヤなどを挙げた。
- 機能
- 威信性
- 文学遺産
- 規範性

## バイリンガリズムとダイグロシア
バイリンガリズムとダイグロシアは2つの言葉を話すという点では共通であるが、バイリンガルは個人レベルであり、ダイグロシアは社会レベルであるという点で異なる。具体的には、バイリンガルは話者の個人的二言語併用状態を指すのに対し、ダイグロシアはある特定の社会に着目し、二言語変種併用社会を指す用語である。また、同一言語において高位の変種と低位の変種があると いうこともその差である。
ジョシュア・フィッシュマンはファーガソンのダイグロシアの概念を拡張し、一つの社会で二つの言語が使い分けされる状況を論じた。
二つの言語からなるダイグロシアの社会は二言語使用者を多く抱える場合もあるが、その反対に単一言語使用者の集団が複数存在する場合もある。
後者のようなダイグロシアの典型として、支配者層の言語と被支配者層の言語が使い分けられている植民地が挙げられる。例えば南米のパラグアイでは、旧宗主国の言語であるスペイン語と原住民の言葉であるグアラニー語が社会状況によって使い分けられている。

## ダイグロシア概念の拡張
ダイグロシアの概念を拡張して、さらに3言語変種の使い分け（トリグロシア）や、多言語変種の使い分け（ポリグロシア）なども論じられる。
例えば、シンガポールでは、標準中国語と英語が高級な言語（High）と考えられているのに対し、閩南語や広東語など中国語の各方言やシングリッシュなどの社会的地位は高くない（Low）とされている。これがポリグロシアの一種だと考えられている。